# Savage Frontier
Savage Frontier è un film del 1953 diretto da Harry Keller.
È un western statunitense con Allan Lane.

## Produzione
Il film, diretto da Harry Keller su una sceneggiatura di Dwight V. Babcock e Gerald Geraghty, fu prodotto da Rudy Ralston, come produttore associato, per la Republic Pictures e girato nell'Iverson Ranch a Chatsworth, Los Angeles, California, dal 10 febbraio 1953. Il titolo di lavorazione fu El Paso Stampede.

## Distribuzione
Il film fu distribuito negli Stati Uniti dal 15 maggio 1953 al cinema dalla Republic Pictures. È stato distribuito anche in Brasile con il titolo Terra de Malfeitores.

## Promozione
La tagline è: HERE IT IS...LANE'S BIGGEST...HIS BEST...A NEW THRILL-LOADED ADVENTURE WITH THE ACCENT ON ACTION!.